# Supercopa Peruana
La Supercopa Peruana de Fútbol o simplemente Supercopa Peruana fue una competición oficial de fútbol, organizada por la Federación Peruana de Fútbol. Fue fundada en 2020, enfrentaba a los campeones de la Copa Bicentenario y de la Primera División. En el caso de que un mismo equipo ganara ambos torneos, su rival era el subcampeón de la Copa Bicentenario.
Sus tres antecedentes de supercopas en el fútbol peruano fueron la Copa de Campeones del Perú en 1919, la Copa Federación en 2012y la Supercopa Movistar en 2018.

## Historia

### Antecedentes
En 1919, la Liga Peruana de Football, actualmente Asociación Deportiva de Fútbol Profesional, creó una supercopa que se reservaba para los campeones de la liga de primera división, Alianza Lima, campeón de la Primera División de 1919, se hace acreedor de la Copa de Campeones del Perú "Felipe Ríos" al derrotar 2-0 al Jorge Chávez, campeón de la Primera División de 1913.
En 2012, la Federación Peruana de Fútbol reeditó una supercopa esta vez llamada Copa Federación. Se enfrentaron el campeón de la Copa Inca 2011, el José Gálvez, contra el campeón de la Primera División de Perú 2011, el Juan Aurich, el equipo de Chimbote ganó con un marcador de 1-0 y se proclamó como campeón.
En 2018, la Asociación Deportiva de Fútbol Profesional con el auspicio de Movistar, creó una nueva versión de supercopa y a su vez patrocinándola, llamada Supercopa Movistar. Se disputó entre el campeón del Descentralizado 2017, Alianza Lima, contra el campeón de la Segunda División 2017, Sport Boys. El campeón fue Alianza Lima con un marcador de 1-0.

### Liga 1
En 2019, con la dirección completa de la Federación Peruana de Fútbol, la creación de la Liga 1 como campeonato de primera división y de la Copa Bicentenario como copa local, la Liga de Fútbol Profesional decidió enfrentar a ambos campeones de los dos torneos y se creó la Supercopa Peruana.
En 2020, se enfrentaron el campeón de Primera División 2019, Deportivo Binacional, y el campeón de la Copa Bicentenario 2019, Atlético Grau, con victoria de este último por 3 a 0.
En 2021, no se realizó la supercopa por la cancelación de la Copa Bicentenario 2020 debido a la Pandemia del Covid-19. 
En 2022, no se jugó la supercopa por decisión de la Federación Peruana de Fútbol, Alianza Lima y Sporting Cristal debían disputarla al ser los respectivos campeones de primera división y copa bicentenario.
En 2023, no se realizó por tercera vez consecutiva al no disputarse la Copa Bicentenario.

## Ediciones
| Edición           | Campeón | Resultado | Subcampeón | Sede |                   |
| Supercopa Peruana | Supercopa Peruana | Supercopa Peruana | Supercopa Peruana | Supercopa Peruana | Supercopa Peruana |
| ----------------- | --- | --- | --- | --- | ----------------- |
| 2020              | (C) Atlético Grau | 3 – 0 | (L) Binacional | Estadio Miguel Grau, Callao |                   |
| 2021              | Cancelada por la pandemia de COVID-19, Sporting Cristal (campeón Liga 1 2020) no tenía rival para disputarla (no hubo Copa Bicentenario 2020).                       | Cancelada por la pandemia de COVID-19, Sporting Cristal (campeón Liga 1 2020) no tenía rival para disputarla (no hubo Copa Bicentenario 2020).                       | Cancelada por la pandemia de COVID-19, Sporting Cristal (campeón Liga 1 2020) no tenía rival para disputarla (no hubo Copa Bicentenario 2020).                       | Cancelada por la pandemia de COVID-19, Sporting Cristal (campeón Liga 1 2020) no tenía rival para disputarla (no hubo Copa Bicentenario 2020).                       |                   |
| 2022              | Cancelada por decisión de la Federación Peruana de Fútbol, Alianza Lima (campeón Liga 1 2021) y Sporting Cristal (campeón Copa Bicentenario 2021) debían disputarla. | Cancelada por decisión de la Federación Peruana de Fútbol, Alianza Lima (campeón Liga 1 2021) y Sporting Cristal (campeón Copa Bicentenario 2021) debían disputarla. | Cancelada por decisión de la Federación Peruana de Fútbol, Alianza Lima (campeón Liga 1 2021) y Sporting Cristal (campeón Copa Bicentenario 2021) debían disputarla. | Cancelada por decisión de la Federación Peruana de Fútbol, Alianza Lima (campeón Liga 1 2021) y Sporting Cristal (campeón Copa Bicentenario 2021) debían disputarla. |                   |
| 2023              | Cancelada por decisión de la Federación Peruana de Fútbol, Alianza Lima (campeón Liga 1 2022) no tenía rival para disputarla (no hubo Copa Bicentenario 2022).       | Cancelada por decisión de la Federación Peruana de Fútbol, Alianza Lima (campeón Liga 1 2022) no tenía rival para disputarla (no hubo Copa Bicentenario 2022).       | Cancelada por decisión de la Federación Peruana de Fútbol, Alianza Lima (campeón Liga 1 2022) no tenía rival para disputarla (no hubo Copa Bicentenario 2022).       | Cancelada por decisión de la Federación Peruana de Fútbol, Alianza Lima (campeón Liga 1 2022) no tenía rival para disputarla (no hubo Copa Bicentenario 2022).       |                   |
| 2024              | Cancelada por decisión de la Federación Peruana de Fútbol, Universitario (campeón Liga 1 2023) no tenía rival para disputarla (no hubo Copa Bicentenario 2023).      | Cancelada por decisión de la Federación Peruana de Fútbol, Universitario (campeón Liga 1 2023) no tenía rival para disputarla (no hubo Copa Bicentenario 2023).      | Cancelada por decisión de la Federación Peruana de Fútbol, Universitario (campeón Liga 1 2023) no tenía rival para disputarla (no hubo Copa Bicentenario 2023).      | Cancelada por decisión de la Federación Peruana de Fútbol, Universitario (campeón Liga 1 2023) no tenía rival para disputarla (no hubo Copa Bicentenario 2023).      |                   |

- Leyenda: (L)= Accede como campeón de Liga 1; (C)= Accede como campeón de Copa Bicentenario.

- Para consultar el registro de todas las ediciones de supercopas disputadas, véase Supercopas Nacionales de Perú.

## Palmarés

### Títulos por equipo
| Club                 | Títulos | Subtítulos | Años campeón | Años subcampeón |
| -------------------- | ------- | ---------- | ------------ | --------------- |
| Atlético Grau        | 1       | –          | 2020         | –               |
| Deportivo Binacional | –       | 1          | –            | 2020            |

### Títulos por región
| Departamento | Títulos | Subtítulos | Clubes campeones | Clubes subcampeones  |
| ------------ | ------- | ---------- | ---------------- | -------------------- |
| Piura        | 1       | –          | Atlético Grau    | –                    |
| Puno         | –       | 1          | –                | Deportivo Binacional |

## Estadísticas históricas

### Clasificación histórica
| Pos. | Club                 | Temporadas | PJ | PG | PE | PP | GA | GC | +/- | Puntos | Títulos | Mejor Participación |
| ---- | -------------------- | ---------- | -- | -- | -- | -- | -- | -- | --- | ------ | ------- | ------------------- |
| 1°   | Atlético Grau        | 1          | 1  | 1  | 0  | 0  | 3  | 0  | +3  | 3      | 1       | Campeón             |
| 2°   | Deportivo Binacional | 1          | 1  | 0  | 0  | 1  | 0  | 3  | -3  | 0      | -       | Subcampeón          |

### Máximos goleadores
| Pos. | Jugador            | G. | Part. | Prom. | Debut | Clubes            |
| ---- | ------------------ | -- | ----- | ----- | ----- | ----------------- |
| 1    | Juan Raúl Neira    | 1  | 1     | 1     | 2020  | Atlético Grau (1) |
| 2    | Cristian Lasso     | 1  | 1     | 1     | 2020  | Atlético Grau (1) |
| 3    | Jefferson Collazos | 1  | 1     | 1     | 2020  | Atlético Grau (1) |